# Kromleh
Kromleh (bretonski jezik: crom llech = "savijena kamena ploča"; ) je prapovijesna megalitska građevina od megalita postavljenih u nepravilne krugove ili elipse (kameni krugovi) koji su u neolitu imali ceremonijalno i vjersko značenje, ili su bili dijelom većih građevina poput kamenih tumula s grobnim hodnicima.
Mogu se pronaći širom svijeta i građeni su u različito doba, ali najviše ih je u neolitskoj Europi. Više od 1000 kamenih krugova je otkriveno u zapadnoj Europi, većinom u blizini morske obale (do oko 100 km), a veličina i broj njihovog kamenja varira. Često su bili središnjim dijelom većih kompleksa od zemljanih humaka (engleski: henge).
Najpoznatiji su Stonehenge i Avebury u Engleskoj, Almendres u Portugalu, a u Hrvatskoj je poznat "Mali sveti Anđeo" kod Poreča.
U sjevernoj Europi poznati su i kromlesi u obliku obrisa broda, tzv. kameni brodovi, osobito u germanskoj Danskoj (npr. Jelling) i Švedskoj.

## Vanjske poveznice
|  | Zajednički poslužitelj ima još gradiva o temi Cromlechs |
|  | Wječnik ima rječničku natuknicu en:cromlech             |